# تمسك (دشت سر)
تمسك (بالإنجليزية: Tamask, Dabudasht)‏ هي منطقة سكنية تقع في إيران في مازندران. يقدر عدد سكانها بـ 944 نسمة .